# Carolyn Wonderland

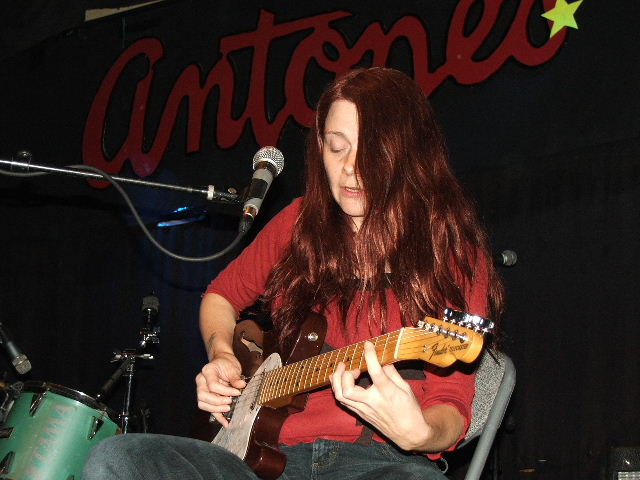
Carolyn Wonderland

Carolyn Wonderland (* 9. November 1972 in Houston; bürgerlich Carolyn Bradford) ist eine US-amerikanische Bluesrockmusikerin (Gesang, Gitarre, Mandoline, Trompete, Klavier) und Songwriterin. 

## Leben
Wonderlands Vater war Sänger in einer Band, ihre Mutter spielte E-Gitarre. Ihren ersten Auftritt hatte Carolyn Wonderland mit 15 Jahren. Sie verließ die Langham Creek High School in Houston vorzeitig, um Musikerin zu werden. Sie war lange Mitglied der Band Imperial Monkeys. 1999 zog sie nach Austin, ab 2001 lebte sie in einem Campingbus, da sie mehr als 300 Tage pro Jahr auf Tournee war. Sie spielt Blues, unter anderem mit Elementen von Country, Swing, Zydeco, Gospel und Soul. Meist wird sie von Cole El-Saleh (Keyboard, Bass, Hintergrundgesang) und Kevin Lance (Schlagzeug, Hintergrundgesang) begleitet.
2003 erschien Wonderlands Album Bloodless Revolution. 2008 brachte sie das Album Miss Understood heraus. Es wurde von Ray Benson produziert, dem ehemaligen Leadsänger der Imperial Monkeys.
Sie war Mitglied verschiedener Formationen, unter anderem Gründungsmitglied der Loose Affiliation of Saints and Sinners und Lead-Gitarristin der Frauenband Sis DeVille. Außerdem war sie Mitbegründerin des Austin Volunteer Orchestra. Im Sommer 2009 war sie Gast beim Rochester International Jazz Festival. 2016 trat sie bei der Internationalen Jazzwoche Burghausen auf. Seit 2018 ist Wonderland Mitglied der Band von John Mayall. Ihr Gesang wird mit dem von Janis Joplin verglichen, ihr Gitarrenspiel mit dem von Stevie Ray Vaughan.
Wonderland ist seit 2011 mit dem Comedian Alan Whitney Brown verheiratet.

## Diskografie

### Mit den Imperial Monkeys
- 1993: Groove Milk (Pulse/Monrose)
- 1994: Truckstop Favorites Vol. 2 (Pulse)
- 1995: Play with Matches (Big Mo Records)
- 1997: Blue Lights (Justice Records)
- 1997: Bursting with Flavor (Justice Records)

### Soloalben
- 2001: Alcohol and Salvation (Mix-O-Rama Records)
- 2003: Bloodless Revolution (Eigenverlag)
- 2008: Miss Understood (Bismeaux Productions)
- 2011: Peace Meal (Bismeaux Productions)
- 2015: Live Texas Trio (Bismeaux Productions)
- 2017: Moon Goes Missing (Mailboat Records)
- 2021: Tempting Fate (Alligator Records)